# Augustinerkloster Wesel
Das Augustinerkloster in Wesel am Niederrhein bestand von 1353 bis ungefähr 1632. Es lag im Stadtzentrum nahe dem Kornmarkt und wurde zeitweise auch von Nonnen des Prämonstratenserordens genutzt.

## Lage
Das Kloster lag zwischen der heutigen Ritterstraße und der heutigen Torfstraße in der Weseler Innenstadt. Beide Straßen verlaufen direkt östlich des Kornmarkts. Das Hauptgebäude lag zur Ritterstraße hin, die Klosterkirche war dagegen der Torfstraße zugewandt. Die Torfstraße trug aufgrund des dort liegenden Klosters zeitweise den Namen Augustinerstraße.

## Geschichte
Am 16. Juni 1325 schenkte ein Adliger aus Wesel dem Augustinerorden das spätere Klostergrundstück. Der Bettelorden nutzte es als Schlafraum bzw. Terminei. Die Terminei unterstand dem Kloster Marienthal an der Issel, doch bereits 1334 erhielten die Augustiner eine päpstliche Erlaubnis zum Bau eines eigenen Klosters in Wesel. Dafür notwendig war jedoch die Zustimmung der Prämonstratensernonnen des bei Wesel gelegenen Klosters Oberndorf, da diese entsprechende Rechte besaßen. 1351 wurde die notwendige vertragliche Vereinbarung mit dem Kloster Oberndorf getroffen und daraufhin mit den Baumaßnahmen begonnen. Am 20. Mai 1353 wurde das Kloster geweiht. Dem neuen Kloster wurden sieben zuvor zu Marienthal gehörende Termineien zugeordnet, unter anderem in Zwolle, Nijmegen und Doetinchem. In der zweiten Hälfte des 15. Jahrhunderts erwarb das Kloster alle östlich angrenzenden Grundstücke und dehnte sich damit bis zur Bierbrauerstraße aus. Dokumentiert sind Käufe im Zeitraum von 1462 bis 1491. Dies ging einher mit einem großzügigen Umbau, was für eine gute finanzielle Lage der einstigen Bettelmönche zu dieser Zeit spricht. Auch eine Quelle aus dem frühen 16. Jahrhundert stellt das Kloster als wohlhabend dar.
Im frühen 16. Jahrhundert wurde die Reformation durch den Augustinermönch Martin Luther angestoßen. Seine Ideen verbreiteten sich auch unter den Weseler Mönchen und sollen bereits um 1522 von ihnen vertreten worden sein. In den 1520er und 1530er Jahren war die konfessionelle Ausrichtung der Stadt umstritten, ab 1540 galt Wesel als reformatorisch. Ein Lutheraner wurde daraufhin zum Prior des Klosters, intern blieb die konfessionelle Ausrichtung jedoch umstritten. Ab 1545 durften in Wesel aufgenommene englische und wallonische Glaubensflüchtlinge die Klosterkirche zur Ausübung ihres Glaubens nutzen. Die Augustiner zogen sich zunehmend zurück und ab 1587 diente das Kloster den Prämonstratenserinnen aus dem zuvor zerstörten Kloster Oberndorf. Nachdem Wesel 1629 durch niederländische Truppen von spanischen Truppen zurückerobert wurde, sorgten die Niederländer für die Auflösung des Klosters. Zuletzt sollen dort wieder einige Augustinermönche gelebt und das Kloster 1632 oder 1633 endgültig verlassen haben. Aus einem Teil des Klosters entstanden Wohngebäude, während die Kirche nacheinander als Waffenlager, Schauspielhaus, Lazarett und Korn- und Mehllager genutzt wurde. Im Februar 1945 wurden die Gebäude zerstört.